# Алексєєв Антон Сергійович (футболіст)
Антон Сергійович Алексєєв (рос. Антон Сергеевич Алексеев; нар. 31 березня 1984, Харків, УРСР) — український та російський футболіст, воротар.

## Життєпис
Вихованець харківських СДЮШОР «Металіст» (до 2000) та ДЮФК «Арсенал» (2000—2001). 2001 року провів 16 матчів за аматорський клуб «Есхар» з однойменного селища. У липні-серпні зіграв два матчі за харківський «Арсенал» у Кубку України. Влітку 2002 перейшов до московського «Спартака», у турнірі дублерів у 2002—2003 роках у 25 матчах пропустив 33 м'ячі. За основну команду провів один матч — 1 квітня 2003 року в поєдинку 1/8 фіналу Кубку Прем'єр-ліги проти «Сатурна-REN TV» (5:2), вийшов на заміну на 85-й хвилині при рахунку 3:2 і грав до кінця додаткового часу. Володар кубку Росії 2002/03 — у фінальному матчі проти «Ростова» (1:0) перебував у запасі. 2004 року не виступав. 2005 провів в оренді в клубі другого дивізіону «Океан» (Находка). У 18 матчах першості пропустив 12 м'ячів. У липні зіграв два матчі 1/16 Кубка Росії проти «Спартака», в яких пропустив 8 м'ячів (0:6, 1:2). Сезон 2006 року провів у першості КФК за «Спартак-Авто». Надалі грав за клуби першого та другого дивізіонів СКА-Енергія Хабаровськ (2007), Олімпія Волгоград (2008), Машук-КМВ П'ятигорськ (2009). Влітку 2009 року перейшов у «Краснодар», але за рік не зіграв жодного матчу. Сезон 2010/11 років провів у клубі другої румунської ліги «АЦСМУ Політехніка» (Ясси). Остання професіональна команда — «Біолог-Новокубанськ», за яку у першості ПФЛ сезону 2011/12 зіграв 5 поєдинків, пропустив 10 голів.